# Mahlgroschen
Der Mahlgroschen war die Bezeichnung einer in der Mitte des 18. Jahrhunderts in mehreren deutschen Territorialstaaten eingeführten zusätzlichen steuerlichen Abgabe an den Landesherrn beim Mahlen von Getreide in den Mühlen. Während das Mahlgeld der Bauern aufgrund des Mühlenzwangs direkt an den Müller entrichtet werden musste, floss der Mahlgroschen für die Gewährung des Mühlenrechts (Regallehn) an den jeweiligen Landesherrn, dem das Mühlregal zustand.
Die Einführung des Mahlgroschens im Kurfürstentum Sachsen erfolgte beispielsweise 1766 durch Beschluss des Landtages. Diese Art der direkten Steuer konnte sich nicht dauerhaft durchsetzen.